# Marktleugast

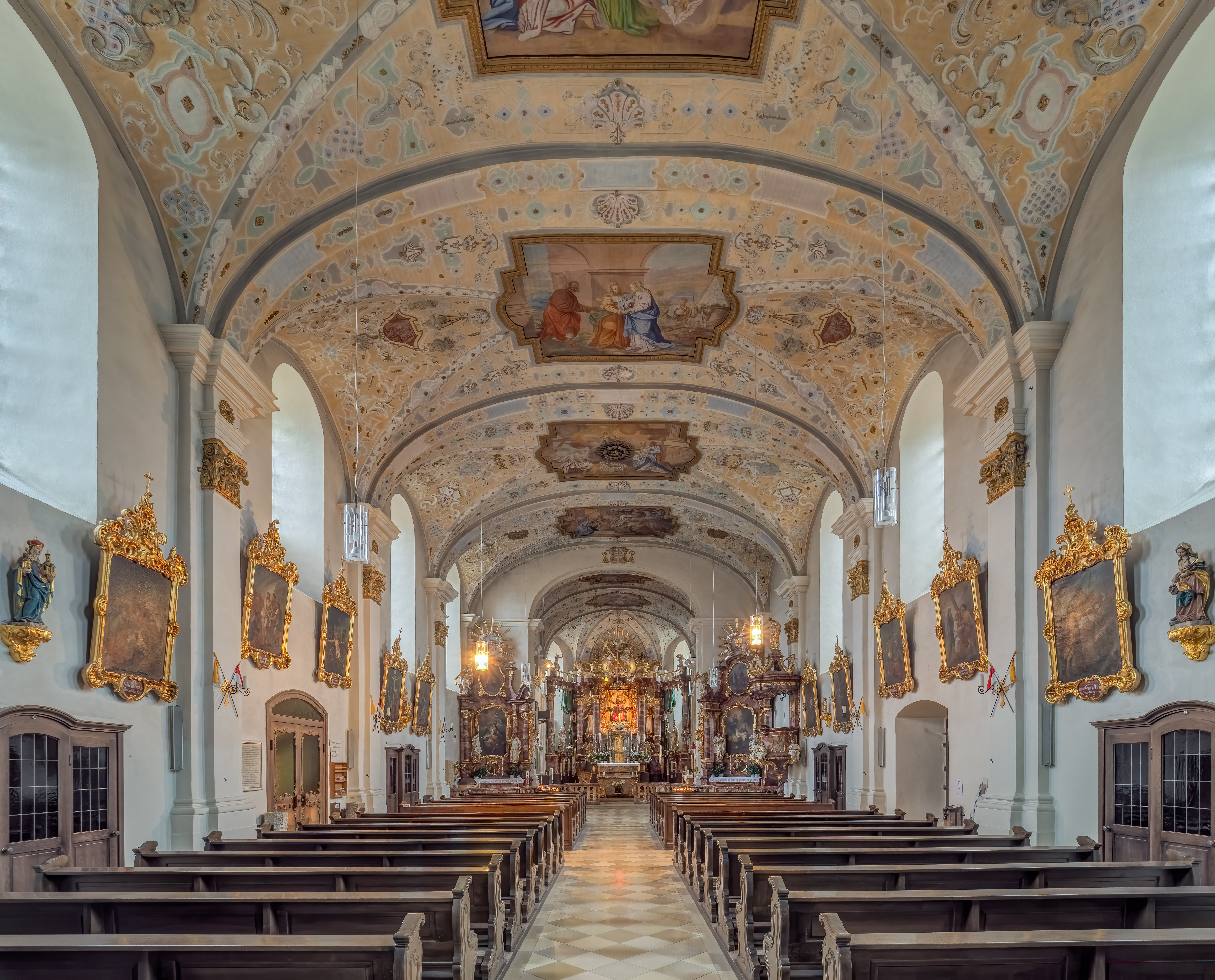
Dans la Basilika Marienweiher à Marktleugast. Septembre 2018.

Marktleugast est une commune de Bavière (Allemagne), située dans l'arrondissement de Kulmbach, dans le district de Haute-Franconie.